# Oslaria viridifera
Oslaria viridifera là một loài bướm đêm trong họ Noctuidae.